# Anders Larsatjärnen
Anders Larsatjärnen är en sjö i Jokkmokks kommun i Lappland och ingår i Luleälvens huvudavrinningsområde. Sjön har en area på 0,0928 kvadratkilometer och ligger 301 meter över havet. Anders Larsatjärnen ligger i Pärlälvens fjällurskog Natura 2000-område.

## Delavrinningsområde
Anders Larsatjärnen ingår i det delavrinningsområde (742867-158309) som SMHI kallar för Utloppet av Anders Larsatjärn. Medelhöjden är 301 meter över havet och ytan är 0,62 kvadratkilometer. Det finns inga avrinningsområden uppströms utan avrinningsområdet är högsta punkten. Vattendraget som avvattnar avrinningsområdet har biflödesordning 3, vilket innebär att vattnet flödar genom totalt 3 vattendrag innan det når havet efter 298 kilometer. Avrinningsområdet består mestadels av sankmarker (69 procent). Avrinningsområdet har 0,16 kvadratkilometer vattenytor vilket ger det en sjöprocent på 24,9 procent.